# Intratec TEC-22
La Intratec TEC-22 es una pistola semiautomática que dispara el cartucho .22 Long Rifle. También se comercializa como Scorpion y Sport-22. Como la mayoría de las armas de fuego de este calibre, la TEC-22 funciona mediante retroceso (Blowback).
La TEC-22 está construida principalmente por piezas de plástico vaciado y acero estampado. Junto a un diseño extremadamente simple, le permitió al arma ser poco costosa de producir y comercializar. Está diseñada para emplear los cargadores y tambores fabricados para el popular fusil Ruger 10/22.

## Diseño

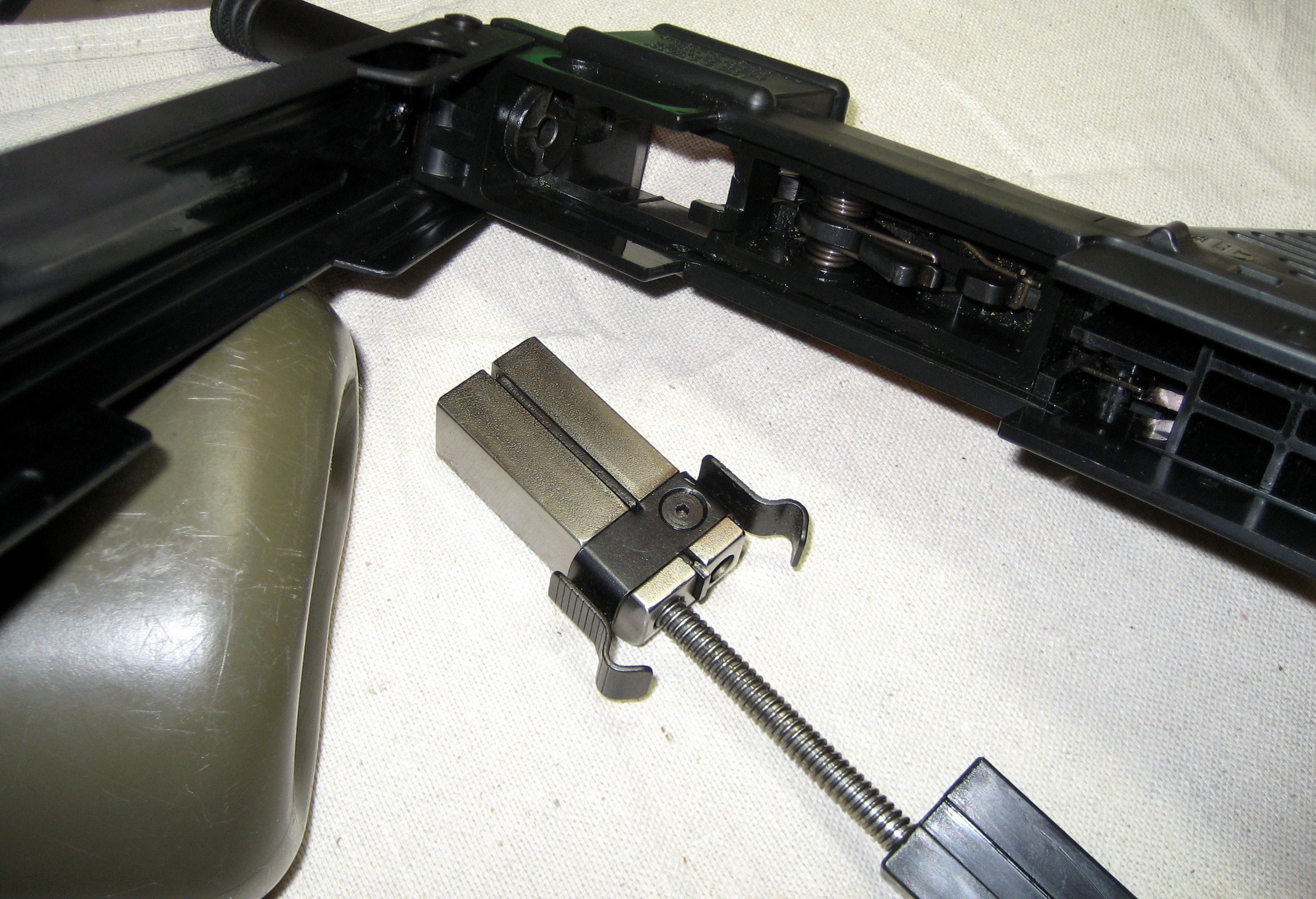
Piezas internas de la TEC-22.

El armazón/cajón de mecanismos macizo está moldeado en plástico ABS y tiene poco mecanizado, a excepción de las guías del cerrojo sobre las cuales se desplaza el fondo de este. Una cubierta de acero estampado se apoya sobre la parte superior del cerrojo, sosteniéndolo en su lugar. La cubierta del cajón de mecanismos está abisagrada en la parte delantera del armazón y se encaja sobre la parte posterior del conjunto del cerrojo. El conjunto del cerrojo consiste en un cerrojo de acero vaciado que va sobre un muelle y una varilla guía; un delgado canal para el percutor va a través del centro del cerrojo, permientiendo que el percutor estampado sea golpeado por el martillo e impacte contra el cartucho delante del cerrojo. Su mecanismo de disparo es por blowback directo.
Un pequeño interruptor ambidiestro en el armazón actúa como seguro del gatillo. Una puerta con bisagra en la parte inferior del pistolete provee un pequeño compartimiento de almacenaje.
Durante su producción, la TEC-22 padeció de varios problemas de control de calidad. Por ejemplo, algunas fueron enviadas a la fábrica porque disparaban ráfagas.

## Variantes

### Original
La variante original de la TEC-22 tiene un cañón roscado y un cargador de 30 balas. El roscado del cañón es de 1/2-20 y permite acoplar una extensión de cañón o un silenciador. Una pequeña tuerca con resaltes se enrosca en el cañón para proteger el roscado.

### TEC-22TK
En 1988, a una pequeña cantidad de pistolas se les aplicó el acabado anticorrosivo Tec-Kote. Aparte del acabado, no existe diferencia entre los modelos.

### TEC-25
En 1986 se produjo una pequeña cantidad de la variante TEC-25. La pistola era similar a la TEC-22 estándar, pero disparaba el cartucho .25 ACP. La TEC-25 no tiene ninguna relación con la pistola Intratec Protec-25.

### Sport-22
La Sport-22 tiene un cañón sin roscado y un cargador de 10 balas para cumplir con la actualmente expirada Prohibición Federal de Armas de Asalto de 1994, que prohibía la venta del modelo original TEC-22.